# Pseudosinella vertamicoriensis
Pseudosinella vertamicoriensis is een springstaartensoort uit de familie van de Entomobryidae. De wetenschappelijke naam van de soort is voor het eerst geldig gepubliceerd in 1963 door Gisin.